# Love Gun
Love Gun és el sisè àlbum d'estudi de la banda Kiss.

## Llista de cançons
1. I Stole Your Love – 03:04
2. Christine Sixteen – 03:12
3. Got Love For Sale – 03:28
4. Shock Me – 03:47
5. Tomorrow and Tonight – 03:38
6. Love Gun – 03:16
7. Hooligan – 02:58
8. Almost Human – 02:48
9. Plaster Caster – 03:25
10. Then She Kissed Me – 03:01